# Фортеця Курессааре

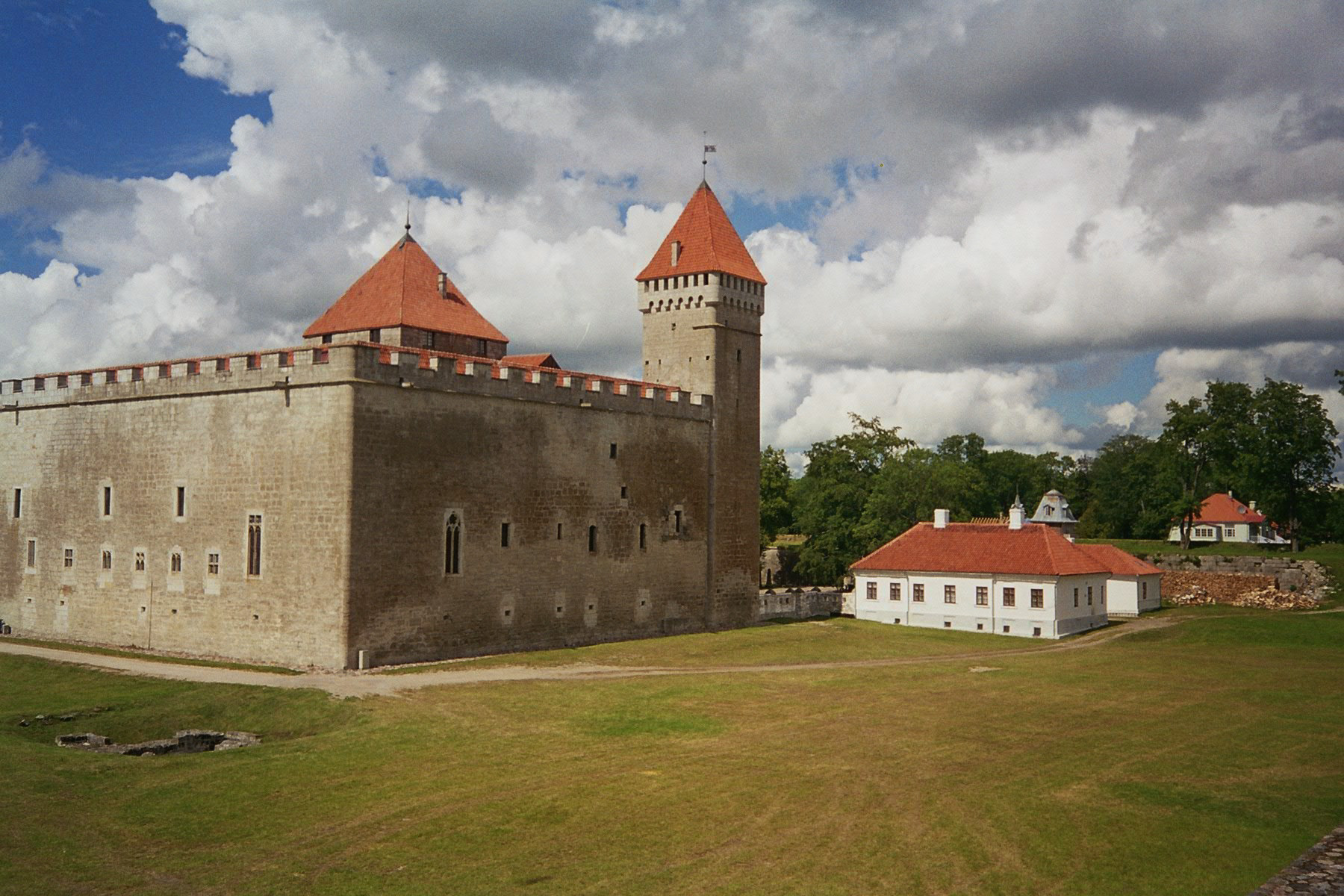

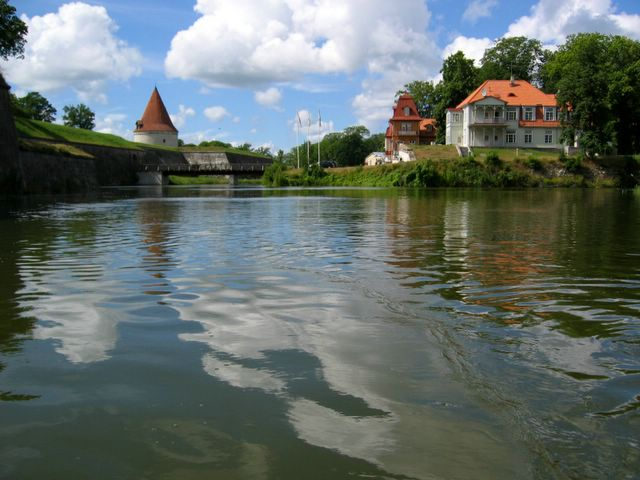

Фортеця Курессааре (ест. Kuressaare piiskopilinnus, нім. Schloss Arensburg) в місті Курессааре, в Сааре-Ляенеському єпископстві була побудована на місці стародавнього торгового порту, де вже тисячу років тому перетинались найважливіші шляхи.
Невеличку фортецю, зведену наприкінці ХІІІ ст., після повстання Юр'євої ночі, яке тривало з 1343 до 1345 року, перебудували у велику фортецю типу конвенту з внутрішнім двориком. Її часто використовували як резиденцію єпископа. Будівництво фортеці було завершено приблизно в 1400 р. Головним поверхом є другий, де міститься низка двонефних представницьких приміщень. Особливо привабливі, розташовані в південно-західному крилі, святковий рефекторій та каплиця, а також хрестові ходи. Перший поверх використовувався як склад, а третій — як оборонний.
Двір облямований хрестовими ходами, в одному кутку фортеці здіймається сторожова башта Стурвольт, а в іншому — струнка сторожова башта Довгий Германн. Останню відділяє від інших частин фортеці глибока шахта, через яку раніше було перекинуто підйомний міст. За зубчастими краями стін є відкриті оборонні ходи.
В XV ст. основну фортецю оточили просторою передньою фортецею, яку в XVI—XVII ст. реконструювали в земляні укріплення з чотирма потужними кутовими бастіонами. Земляні укріплення оточує в свою чергу заповнений водою рів.
Куресаарська фортеця — майже єдина в Естонії середньовічна фортеця, яка дійшла до наших днів. Це також найкраще збережена фортеця Старої Лівонії. Лівонська війна, яка завдала величезної шкоди материковій частині Естонії, не зачепила Куресаарську фортецю, але вона була частково ушкоджена рід час Північної війни в 1711 р. Пошкодження швидко усунули.
Перші реставраційні роботи було здійснено в 1904-1912 рр., коли фортецю було пристосовано під резиденцію сааремааського лицарства. Масштабніші реставраційні роботи було здійснено в 1968-1985 рр. У ході цих робіт було відновлено зруйновані верхні частини башт, а також середньовічний зовнішній і внутрішній вигляд. У фортеці розташовано музей Сааремаа, а простора територія передньої фортеці стала місцем проведення різних заходів просто неба. Околиці фортечного рову перетворилися на мальовничий парк.